# Herberg Macharius
Herberg Macharius is een gemeenschapscentrum en cultureel centrum gelegen in de wijk Macharius-Heirnis in Gent, België. Het fungeert als een ontmoetingsplaats voor buurtbewoners en biedt een verscheidenheid aan culturele en sociale activiteiten, waaronder concerten, lezingen, en workshops. Het is gelegen aan het Coyendanspark 1.

## Geschiedenis
De Herberg Macharius werd opgericht in 2012. Vanuit een tijdelijk project is het uitgegroeid tot een vaste waarde in de Sint-Machariuswijk. Het fungeert als een sociaal-culturele hub die ontmoeting en verbinding centraal stelt. De locatie, beheerd door Buren van de Abdij, organiseert een breed scala aan activiteiten, waaronder karaokeavonden, dansfeesten, concerten, debatten, boekvoorstellingen en workshops.

## Werking

### Activiteiten en Evenementen
Herberg Macharius organiseert regelmatig activiteiten zoals yoga-sessies, taallessen, en handwerkworkshops. Jaarlijkse evenementen zoals het buurtfeest, kerstmarkten, en zomerfestivals zijn hoogtepunten in de agenda van Herberg Macharius. De activiteiten en evenementen van Herberg Macharius dragen bij aan de culturele verrijking van de wijk en bevorderen sociale cohesie onder de bewoners.

### Faciliteiten
Herberg Macharius beschikt over diverse ruimtes waaronder een café, een grote zaal voor evenementen en een tuin. De herberg biedt voorzieningen zoals gratis Wi-Fi, een volledig uitgeruste keuken, en audio-visuele apparatuur voor presentaties en voorstellingen. Herberg Macharius is toegankelijk voor mensen met een handicap, met aangepaste ingangen en toiletten.

### Beheer en Organisatie
Herberg Macharius wordt beheerd als een vzw (vereniging zonder winstoogmerk). Vrijwilligers spelen een cruciale rol in het dagelijks beheer en de organisatie van activiteiten in Herberg Macharius. De herberg wordt gefinancierd door middel van subsidies, donaties, en inkomsten uit georganiseerde evenementen en activiteiten.

### Samenwerkingen
Herberg Macharius werkt samen met lokale scholen, culturele organisaties, en gemeenschapsgroepen. De herberg maakt deel uit van bredere netwerken van gemeenschapscentra en culturele instellingen in Gent en daarbuiten.

### Impact op de Gemeenschap
Herberg Macharius bevordert sociale interactie en gemeenschapsgevoel onder de bewoners van de wijk. De herberg draagt bij aan het culturele leven in Gent door een divers aanbod aan culturele activiteiten en evenementen. Herberg Macharius heeft verschillende milieuvriendelijke initiatieven, zoals recyclingprogramma's en energiezuinige verlichting.

## Toekomstplannen
Er zijn plannen om de faciliteiten van Herberg Macharius verder uit te breiden, inclusief de aanleg van een grotere tuin en extra vergaderruimtes. Toekomstige projecten omvatten het starten van een buurtmoestuin en het aanbieden van meer educatieve programma's voor kinderen en jongeren.